# Charles Nicolas Beauvais de Préau
Charles Nicolas Beauvais de Préau, né à Orléans, le 1er août 1745, mort à Montpellier, le 28 mars 1794 est un médecin français qui a joué un rôle politique mineur à l'époque de la Révolution Française.

## Biographie
Médecin à l'Hôtel-Dieu et à l'hôpital de Saint-Sulpice (fondé par Mme Necker) sous l'Ancien Régime, il est électeur du tiers état en 1789.Il est nommé ensuite juge de paix de sa section, celle de la Croix-rouge (section du Bonnet-Rouge). En 1791, il est élu député à l'Assemblée législative par le département de la Seine. En 1792, il est réélu député de la Convention nationale par le département de la Seine. Lors du procès de Louis XVI en janvier 1793, il vote pour la mort du roi.
Député insignifiant, il est envoyé en mission avec Pierre Marie Baille dans le Var, il est resté célèbre pour son inaction à Toulon en mai 1793, où avec Pierre Marie Baille, il hésite entre les différents partis tout en laissant s'accroître l'insurrection et les mauvais traitements infligés aux soutiens du gouvernement de la Terreur. Le 3 juin 1793, Charles Nicolas Beauvais de Préau quitte Toulon avec son collègue pour se rendre à Nice. Mais le 18 juillet 1793, ils commettent l'imprudence de revenir à Toulon où une insurrection royaliste avait pris le pouvoir, supplantant une première insurrection girondine. Pierre Marie Baille jugea nécessaire de mettre fin à ses jours en se pendant dans sa cellule. Charles Nicolas Beauvais de Préau est emprisonné durant quatre mois et est libéré lors la reprise de Toulon par les révolutionnaires montagnards (qui ont fait appel à Napoléon Bonaparte). La santé du prisonnier s'est gravement détériorée par suite des mauvais traitements que lui ont fait subir ses gardiens. Elle est si mal qu'il ne peut se rendre à Paris. On le transporte à Montpellier où il meurt le 8 germinal an II (28 mars 1794).

## Postérité
La municipalité de cette ville décide que « le corps du martyr de la liberté serait brûlé au milieu d'une pompe civique et que ses cendres recueillies dans une urne seraient envoyées à la Convention ». (Extrait du discours prononcé à cette occasion par le président du district de Montpellier ; Paré).
Apret fait don à la Convention du buste de cire de Charles Nicolas Beauvais de Préau. Celle-ci le place dans la salle des séances et adopte ses deux enfants.
Son fils, Charles Théodore Beauvais de Préau (08/11/1772 - 18/04/1830) est général des armées de la République et de l'Empire et devient écrivain à la Restauration. Il est le rédacteur du volumineux ouvrage Victoires et Conquêtes des armées françaises.

## Sources
- « Charles Nicolas Beauvais de Préau », dans Adolphe Robert et Gaston Cougny, Dictionnaire des parlementaires français, Edgar Bourloton, 1889-1891 [détail de l’édition]
- Fiche sur Assemblée nationale